# Rua Camerino
A Rua Camerino é um 
logradouro público situado no Centro da cidade do Rio de Janeiro, no Brasil.
É rica e variada a crônica do local. Em 1741 foi aberta a Rua do Valongo, atual Rua Camerino, caminho pelo qual seguiam os negros desembarcados no Cais do Valongo até o mercado de compra e venda de negros, ali instalado, a partir de 1779, por ordem do Marquês de Lavradio, dom Luís de Almeida Portugal Soares de Alarcão d'Eça e Melo Silva Mascarenhas, então vice-rei do Brasil.[carece de fontes?]
Por ocasião da chegada da Imperatriz D. Tereza Cristina, em 1843, o cais do Valongo foi reformado e rebatizado de Cais da Imperatriz. A Rua do Valongo passou a se chamar de Rua da Imperatriz, assim permanecendo até 1890, ocasião em que recebeu o nome atual em homenagem a Francisco Camerino de Azevedo, herói da guerra do Paraguai.
Até 1903, terminava a Rua Camerino no Largo de São Domingos. Com o prolongamento da Rua do Sacramento (Avenida Passos) entre o largo e a Rua Marechal Floriano, foi absorvida por aquela obra. Alargada desde o seu novo inicio (Rua Marechal Floriano) em virtude do decreto do prefeito Passos, n. 459, de 19 de dezembro de 1903, tornou-se excelente via de comunicação para o Bairro da Saúde.

## História
Localizada próxima à zona portuária, a Rua Camerino foi escolhida pelo marquês de Lavradio para centralizar o comércio de escravos, até então espalhado pelas ruas do Centro. Tão logo desembarcavam dos navios negreiros, nus e cheios de doenças, os escravos eram levados aos depósitos improvisados na Camerino, onde aguardavam compradores. Era ponto de intenso movimento. Em visita ao Rio em 1792, lorde Macartney calculou em 5 mil o número de escravos ali vendidos anualmente. Nessa época, a rua era conhecida como Valongo, por sua semelhança com uma região nos arredores da cidade do Porto, em Portugal, até ser rebatizada como Rua da Imperatriz, depois que D. Teresa Cristina, mulher de D. Pedro II, percorreu aquela área. É rica e variada a crônica do local. Em 1826, o naturalista francês Victor Jacquemont relatou sua indignação pela maneira como eram expostos os escravos no Valongo: "Os homens, as mulheres e as crianças, separadas por completo, viviam sentados e acorrentados com ungüentos que disfarçassem suas feridas. Entre seus mais hábeis vendedores, se destacavam os ciganos, que moravam nas imediações do Campo de Santana". Um dos personagens mais curiosos desse Valongo oitocentista era o mestre de reza Tomás Cachaço, que se ocupava de catequizar os negros ao cristianismo e o fazia aos bofetões, geralmente nos seus dias de bebedeira. Muitos, retirados já doentes dos porões dos navios, morriam ali mesmo e eram enterrados num cemitério próximo, na Gamboa. Com a ilegalidade do tráfego de escravos, a rua teve seus trapiches reformados para abrigar armazéns de exportação e importação e, bem mais tarde, o nome mudado para Camerino em homenagem à atuação de Francisco Camerino de Azevedo, morto na Guerra do Paraguai. Já na época do prefeito Pereira Passos, no início deste século, foi ali instalada a Assistência Pública do Rio, com ambulâncias importadas da Europa. Com o adensamento do Centro, os velhos sobrados da Rua Camerino foram cedendo lugar a modernos edifícios ou simplesmente demolidos para abrir espaços a estacionamentos. Ainda muito movimentada, como opção de tráfego entre a Praça Mauá e a Avenida Presidente Vargas, a rua conserva alguns prédios antigos, utilizados como hospedarias ou ocupados por um pequeno comércio.